# Cordelia Chase
Cordelia Chase es un personaje ficticio creado por Joss Whedon para la serie de televisión Buffy, la cazavampiros, interpretado por Charisma Carpenter, que aparece posteriormente en la serie Ángel,spin-off de la anterior.
Puesto que la escuela se encontraba en una boca del infierno, Cordelia también se familiarizó con los demonios y las apariciones místicas, incluso ayudando a luchar contra ellos como parte de la "Pandilla Scooby". 
Años más tarde, Cordelia llegó a Los Ángeles, donde fundó junto a Ángel y Doyle la agencia sobrenatural de detectives "Investigaciones Ángel" y obtuvo el poder de las visiones al morir Doyle. Estas visiones dieron a Cordelia gran conocimiento del dolor de los demás, provocando que abandonara su egoísmo y se convirtiera en una guerrera dedicada y poderosa en la lucha contra el mal. Sin embargo, también le permitió ser víctima de las maquinaciones de la deidad conocida como Jasmine. 
Cordelia murió en el 2004, utilizando sus últimos momentos en la Tierra para ayudar a su amigo y amor, Ángel.

## Biografía
Nació en diciembre de 1980 en Sunnydale, California y murió en 2004 en Los Ángeles. 
Animadora vanidosa y snob, inicialmente da la bienvenida a Buffy, pero cuando ésta se junta con Xander y Willow, no quiere saber más de ella. Desprecia a los Scoobies, pero es la única del instituto además de ellos que parece ser capaz de aceptar la existencia de demonios y vampiros, por lo que finalmente se les une aunque a desgano.
Ella y Xander comienzan una extraña relación basada más en el deseo que en el respeto mutuo, que dura hasta que Cordelia lo descubre besándose con Willow. Un demonio le ofrecerá un deseo para que pueda vengarse del muchacho pero en su lugar, decide que sus problemas comenzaron con la llegada de Buffy a la ciudad, con lo que desea que Buffy nunca hubiera venido a Sunnydale. Con esto se descubre que, de no haberlo hecho, Cordelia estaría muerta.
Cordy se vuelve más viperina hacia los Scoobies, pero permanece cerca del grupo. Se siente atraída por Wesley, el nuevo vigilante de Buffy y Faith. Finalmente ella y Wesley se besan pero descubren que no hay química entre ellos. A pesar de todo, Cordy ayuda en la lucha contra el alcalde, antes de marcharse a Los Ángeles en busca de fama y fortuna, donde terminará trabajando con Ángel. A pesar de haber salido de la serie, Cordelia no es olvidada, pues se le menciona repetidas veces en las demás temporadas.

### Sunnydale
Rica y bella, le encantaba ridiculizar a aquellas personas que ella consideraba inferiores. Desde la llegada de Buffy Summers en su primer día de instituto, se porta de manera muy amable con ella, aunque la acaba rechazando al descubrir la amistad que la chica traza con Xander y Willow. Pronto se demuestra que Cordelia no es más que la típica chica popular, hermosa y antipática que depende de la aceptación social, y que está dispuesta a mantener su reputación a costa de sus verdaderos deseos o amistades trazadas.
Cuando descubre la existencia de seres malignos como por ejemplo los vampiros, Cordelia se convierte en una damisela víctima de los tantos eventos sobrenaturales que suceden en Sunnydale. 
Cordelia empieza a aceptar la existencia de fuerzas oscuras en Sunnydale y se vuelve una más del grupo. Una caída en su vida social aparece cuando se hace pública su relación con Xander Harris. Aunque ella no lo quería admitir, empieza a tener sentimientos por él. Tiene fotografías de Xander en su taquilla, a lo que él dice algo así como: "Nunca pensé que sería material de taquilla". Ella responde: "Salgo realmente bien en estas fotos". Su relación termina durante su último curso, cuando lo encuentra besándose con Willow. 
A Cordelia se le hace más difícil revivir su popularidad cuando el "pequeño problema en los impuestos... de los últimos doce años" de su padre le cuesta a su familia todo, incluyendo su casa y su coche, su teléfono móvil y todo su armario. Cordelia obligada trabaja en una tienda cara de ropa, April Fools, para poder pagar un vestido para el baile. No reúne el dinero suficiente, pero Xander lo descubre, y lo paga por ella. Su breve y mutuo encaprichamiento con Wesley Wyndam-Pryce termina con dos besos malos antes de la graduación. Cordelia se encuentra ayudando al grupo una última vez durante la ascensión del alcalde con la ayuda del resto de la clase del 99'. Con coraje, apuñala a un vampiro, y ayuda a otros estudiantes durante la guerra. Después de eso, se la ve alejándose con Buffy, Willow, Oz y Xander, y más importante, alejándose de Sunnydale para irse a Los Ángeles.

### Los Ángeles
A pesar de su inteligencia y de haber sido elegida en Columbia, Cordelia no se puede pagar la universidad, y por ello, se muda a Los Ángeles para poder conseguir una carrera como actriz. Allí se encuentra con Ángel, e intenta hacerle creer que tiene éxito, cuando de hecho, no tiene dinero, y está viviendo en un sucio apartamento, mientras roba comida de otras fiestas. Su agente le ignora las llamadas, y no tiene familia a la que acudir. Desesperada, Cordelia se encuentra con un productor, que resulta ser un vampiro. 
Después de haber sido rescatada por Ángel, y hablando con Allen Francis Doyle, Cordelia convence a Ángel para convertir su lucha contra el mal en un negocio. Se convierte en la gerente de la oficina de "Investigaciones Ángel", mientras persigue su carrera como actriz, pero nunca sale de anuncios y obras. Alcanza un punto importante en la relación con Doyle que termina con su repentina muerte. Visiblemente devastada, Cordelia intenta seguir adelante, pero durante una audición para un anuncio, tiene su primera visión, un regalo transferido a ella por Doyle durante su primer y último beso. Le da la poderosa habilidad para ayudar a otros, y a través del paso de los años, se convierte en su razón de ser. 
Cordelia se vuelve más sensible sobre sus sentimientos con respecto a otros, ya que experimenta el dolor de las personas a las que ve. Las visiones se vuelven más frecuentes y más intensas, y empieza a dañar físicamente su cerebro. Durante meses, y sin que nadie lo sepa, toma fuerte analgésicos y se hace pruebas, que indican la lenta deterioración del tejido de su cerebro. A pesar de tener la oportunidad de pasarle sus visiones al heroico Groosalugg durante un breve viaje a la dimensión alternativa demoníaca Pylea, Cordelia se niega, diciendo que sus visiones son parte de ella y que la hacen ser lo que es, una heroína. 
Pero como las visiones están planeadas solamente para demonios, Cordelia lucha por esconder los efectos a sus amigos. Esto continúa hasta que cumple 21 años, cuando tiene una fuerte visión que envía su espíritu a un plano astral. Esta oportunidad es tomada por Skip, un demonio mercenario que vende su habilidad al máximo postor, en este caso, un miembro caído de la organización de Ángel, esperando manifestarlo en la Tierra. 
Skip se hace pasar por el guía de Cordelia. A través de una serie de eventos manipulados, como mostrarle trozos de Ángel no llamándola a ella pero sí a una chica rubia de Sunnydale, y dándole la vida "perfecta" como una verdadera actriz, que ella siempre había querido tener, transformándole finalmente en una parte demonio. Cordelia entonces puede tener las visiones sin dolor, pero algunos efectos místicos vienen también, incluyendo manifestaciones místicas temporales del sujeto y pudiendo volver a entrar en la visión en un momento más tarde. 
Sin nadie saberlo, la transformación de Cordelia también trae una cadena de eventos --su cuerpo puede ser utilizado por las fuerzas del mal. La transformación de Cordelia le da el poder, no enteramente bajo su control, de limpiar la influencia del mal, con una luz blanca. Al final de la tercera temporada, Skip reaparece ante Cordelia, quien está dispuesta a encontrarse con Ángel y declararle su amor por él. Skip le dice que ya ha hecho mucho bien en la Tierra, y que está preparada para ascender a un mayor plano para hacer más bien como un ser superior. Es un truco para hacerla caer en un plano, para meter a Cordelia en él. Siendo convencida por todos a los que ha visto y oído, Cordelia acepta la llamada para ir a un plano superior, ascendiendo al cielo rodeada de luces parpadeantes, finalmente saliendo de esta dimensión.

### Posesión
Durante los cuatro meses que vive en un plano superior, Cordelia se aburre. No puede hablar con sus amigos, ni tampoco hace ningún bien. Cordelia finalmente regresa a la Tierra, pero su descenso le borra toda los recuerdos y memorias personales y fuerza a un poder caído con planes para toda la humanidad a hibernar. Ángel le esconde la verdad a Cordelia, pensando que puede ser más de lo que ella pueda soportar. Confusa y sospechando de la organización de Ángel y de aquellos que trabajan allí, Cordelia busca la verdad y se horroriza cuando la descubre. Después de ser atacada por un demonio violento y de varias personas más, Cordelia es rescatada por Connor, el hijo adolescente y humano de Ángel. Sintiéndose segura con él, decide irse a vivir con él. Ella aprecia la honestidad de Connor sobre lo sobrenatural. 
Durante su estancia, Cordelia se siente perdida y sola, frustrándose por su incapacidad de recordar su pasado. Se da cuenta de que necesita aprender a defenderse nuevamente. Como su padre hiciera años atrás, Connor se ofrece a entrenar a Cordelia en el combate. El natural atletismo de Cordelia y su corazón de guerrera hacen de ella una luchadora natural, y durante una sesión, un abrazo de victoria entre Cordelia y Connor, hace que se besen momentáneamente. Para el disgusto de Connor, Cordelia no deja que pase nada hasta que no sepa quien es realmente. 
La memoria de Cordelia finalmente es restaurada a través de un hechizo realizado por Lorne, pero el hechizo despierta al poder caído también. La entidad conocida luego como Jasmine se ha fusionado a sí misma con toda célula y fibra en su cuerpo. Ahora vuelve completamente con toda su conciencia. En un episodio, la posesión de Jasmine en Cordelia se vuelve aparente cuando usa el cuerpo de Cordelia para acostarse con Connor, quedarse embarazada y crear un cuerpo separado para ella. 
Mientras está embarazada y bajo la posesión de Jasmine, convence a Ángel y a su grupo para hacer volver a Angelus para distraer a un grupo de personas y para mantener sus planes secretos. Cordelia roba el alma de Ángel para que Ángel no pueda volver, y le dice a Connor que ellos dos son especiales, haciéndole pensar que el resto del grupo los odia y que matarán a su bebé. 
Más tarde, Cordelia es descubierta y el equipo de Ángel interrogan a Skip, quien les revela el plan de Jasmine. Explica que todos los eventos sucedidos en los últimos cuatro años han sido cuidadosamente planeados. Jasmine simplemente podría haber llegado por una llamada de Cordelia en su cuerpo, pero si eso fue así, nunca se sabrá. Skip también dice que Jasmine no puede ser expulsada de Cordelia sin matarla o poniéndola en un estado permanente y vegetativo. Antes de que Ángel pueda matar a la mujer que quiere, Cordelia hace un ritual con la ayuda de Connor para expulsar a Jasmine y manifestar en este plano al menos. Después de eso, Cordelia cae en un coma, su fuerza vital ha sido absorbida. Después de unirse Ángel con Wolfram & Hart, Cordelia es transferida a su hospital en un intento para revivirla.

### Muerte
Cordelia al parecer se despierta en un episodio, ayudando a un desilusionado Ángel. Sin embargo, es simplemente una proyección astral, gracias a unas personas que le debían un favor. Después de besar a Ángel y facilitarle una visión que le indica la dirección de los mayores implicados en el inminente apocalipsis (El círculo del Espino Negro) y así poder evitar el Apocalipsis, se revela que Cordelia ha muerto en su sueño, sin despertar nunca. 

### Vida después de la muerte
Gracias a su última visión Ángel tiene éxito en derrotar al círculo, pero los socios mayoritarios desterraron a todos en Los Ángeles al el infierno como resultado. En el caos, Ángel se vuelve humano y Gunn se convirtió en un vampiro. Wesley, quien había muerto en la batalla contra el Círculo, y ahora era un fantasma, intentó establecer contacto con los poderes con la esperanza de ser resucitado a su forma física. Aunque querían ayudarlo Los Grandes Poderes no podían hacerlo, ya que no tenían ninguna influencia sobre lo que Los Ángeles se habían convertido. Sin embargo, Cordelia, que ahora esta legítimamente con los Grandes Poderes, logró reunir una ligera brisa para que Wesley supiera que lo estaba escuchando. Más tarde, cuando Ángel fue fatalmente herido por Gunn, Cordelia era capaz de aparecer con él para ayudar a facilitar su transición a la muerte. Ella tenía el corazón destrozado por lo qué había sido de sus amigos, pero sin embargo se divirtió al saber que Ángel había nombrado accidentalmente a su dragón después con su nombre. Ángel y Cordelia observaban impotentes desde otro plano, como Wesley reveló que el papel de Ángel en la Profecía Shanshu sería uno de los malos. Como Ángel sucumbió a la muerte, no quería que tales eventos sucedieran, Connor apareció e inspiró a su padre para seguir luchando. Cordelia instó a Ángel a regresar con su hijo antes de desaparecer, le aseguró antes de dejarlo que él nunca podría ser lo que vio en la visión. Después de la restauración de Los Ángeles, Ángel llega a sentir la presencia de Cordelia en la brisa suave, a menudo tratando de disuadir a su pesimismo, como cuando estaba meditando acerca de si Wesley y Fred se unieron en el más allá.

## Evolución de Cordelia enÁngel
Aunque Cordelia había evolucionado bastante en la serie Buffy desde la chica superficial que tortura y abusa de quienes considera inferiores ya que cree que la apariencia y dinero lo son todo a una chica materialista pero más realista respecto al valor de las personas, es en la serie Ángel donde demuestra un cambio paulatino pero más profundo y radical.
Al comienzo de la serie, Ángel se encuentra a la joven Cordelia intentando hacerse un hueco en el mundo de la televisión. Aunque según ella ya lo ha conseguido, la verdad es que rara vez tiene trabajo, renta una pequeña habitación que no puede pagar y prácticamente solo se alimentaba de lo que podía llevar de las fiestas donde asistía en busca de una oportunidad. Después de su primera experiencia con vampiros en Los Ángeles decide unirse a Ángel y a Doyle en la batalla contra el mal en L.A. Al darse cuenta Cordelia de que nunca se cumplirá su sueño de ser actriz, aunque su principal prioridad en ese momento era trabajar para Ángel y que este le diera un sueldo regular; sin embargo, comienza a involucrarse más en ayudar a los inocentes y empieza a madurar poco a poco. Cuando Doyle muere da un último beso a Cordy y con este ella recibe sus visiones sin mucho gusto ya que cada vez le van produciendo más dolor y deja en claro desde un inicio que aprovechará cualquier oportunidad de deshacerse de ellas.
Al final de la primera temporada un poderoso demonio de las altas esferas de Wolframm & Hart llega a la Tierra y como parte del plan para destruir a Ángel desproporciona el poder de Cordelia y ella acaba viendo sin cesar cada acto maligno y sufrimiento del mundo, sintiéndolo en su propio cuerpo lo que la pone en peligro de morir en pocas horas. Después que Ángel asesina al demonio y se apodera de la profecía Shanshu, donde está el conjuro para salvarla, Cordelia demuestra una nueva actitud hacia su poder, tras vislumbrar cuanto sufrimiento hay en el mundo y como solamente ellos pueden hacer la diferencia acepta su papel como canal entre Ángel y los Poderes, ocultando a sus amigos que las agresivas visiones, que solo deberían ser otorgadas a linajes demoníacos y no a humanos ordinarios, han comenzado a causarle daño degenerativo a su salud.
Luego que Cordy traspasa el portal hacia la dimensión de Pylea donde conoce a Fred y es nombrada reina al descubrirse que posee estas visiones. En este lugar conoce a Groosalug, un humano nacido de padres demonio de quien se enamora y quien, si llegaran a intimar, obtendría sus poderes, a pesar de que esto le significaría grandes ventajas Cordelia se niega ya que no desea dejar de ayudar a las personas; finalmente regresa a Los Ángeles con los demás al darse cuenta de que ser reina no es lo que esperaba y los sacerdotes solo deseaban manipularla.
El día de su cumpleaños su cuerpo finalmente colapsa a causa de las visiones, la chica queda en coma y un demonio llamado Skip, se presenta a nombre de los Poderes y le ofrece como recompensa por su labor cambiar la historia y cumplir su sueño de ser actriz. Para debe renunciar a Ángel y a todo lo que ha logrado desde que se mudó a Los Ángeles. Cordelia acepta y es transportada a una línea temporal donde jamás se encontró con Ángel en California, en su lugar fue descubierta y se transformó una actriz y presentadora famosa. Sin embargo descubre que sin ella, las visiones le fueron pasadas a Ángel volviéndolo loco; Cordy lo besa y la visiones le son regresadas. Skip se presenta y le recrimina el desperdiciar el regalo de los poderes ya que siendo solo humana las visiones la matarán irremediablemente. Cuando Cordelia pide alguna alternativa Skip explica que solo convirtiéndola en parte demonio podría sobrevivir, cosa que ella acepta y tras un inmenso dolor despierta del coma en su línea temporal original, ahora con atributos demoníacos que le permiten conservar su poder sin secuelas; tras esto pide a Ángel que la entrene en el combate, además dentro del grupo es quien más cuida al bebé Connor, por lo que poco a poco Ángel comienza a descubrir que se ha enamorado de ella, siendo incapaz de reunir el valor de revelarlo.
Un día Groosalugg llega a vivir a este plano y ambos retoman su relación fugazmente ya que él comprende que ella ama a Ángel y se lo hace ver, al mismo tiempo que Ángel se arma de valor para declararle sus sentimientos y ambos acuerdan reunirse. Desgraciadamente no logra llegar ya que a mitad de camino Skip se presenta y revela que su siguiente prueba es ir al plano de los Poderes para trascender como un Ser Superior, sin embargo parte de esta prueba es marcharse en ese instante renunciando a cualquier despedida o explicación hacia Ángel o sus amigos. Cordy acepta, aunque de mala gana y sube al otro plano. Meses después ella regresa aparentemente por estar muy aburrida ahí, solo que el regreso le hizo perder la memoria y Lorne, para ayudarla, hace un hechizo sin saber que lo único que ha logrado es despertar un mal que le ha sido implantado a Cordy en el plano superior. 
Jasmine, un Ser Superior que quiere volver a gobernar la tierra ha sido implantada en Cordy para lograr darse a luz a sí misma. Cordelia, siendo manipulada por este ser, empieza a matar gente y a ordenar a "La Bestia" causando dolor. Comienza a involucrarse con Connor hasta que después de tener sexo, ella queda fecundada. Cuando los demás se dan cuenta de que Cordelia es quien buscan, ella se da prisa y junto a Connor hacen un ritual para acelerar el nacimiento, Jasmine logra salir dejando a la chica en coma al no poder soportar el parto. Después Connor mata a Jasmine y no se vuelve a saber de Cordelia en varios capítulos siendo solo informado por Wolframm & Hart a Ángel que en gratitud por haber derrotado a uno de los poderes parte de los regalos será que Cordelia sea atendida en un hospital con los mejores tratamientos, aunque ni siquiera ellos saben si algún día despertará.
En el capítulo 12 de la 5.ª temporada despierta del coma y regresa con Ángel, quien tras unirse a W&H y haber pasado tantas cosas se siente fuera de rumbo y sin inspiración para su causa. Tras despertar del coma solo explica escuetamente que los Poderes se sentían en deuda con ella por lo que les cobró un favor, es así que ella se propone ayudarlo a regresar al buen camino y recordar quién es y por qué es un soldado de la luz. Después de esto ella se despide de Ángel diciéndole que este ya no es su lugar y que tiene que irse así que ella se va no sin antes despedirse con un gran beso de Ángel y reconocer que siempre lo ha amado. Tras esto Ángel se distrae un momento para atender el teléfono, un doctor le anuncia que hace pocos minutos Cordelia falleció en el hospital, cuando Ángel se voltea ve cómo ella ha desaparecido y comprende que jamás sanó realmente y solo se había manifestado para ayudarlo una última vez gracias al favor de los Poderes. 
De la chica popular y engreída Cordy terminó siendo una gran guerrera y un símbolo femenino casi tan popular como Buffy. Como algunos personajes en el universo de Buffy, Cordelia se desarrolla dramáticamente a través de las dos series. Cambia de ser una egocéntrica y egoísta a ser una persona cuya vida ha sido prácticamente vivida para ayudar a otros. Cuando la conocimos, Cordelia no sentía la necesidad de ser una mejor persona, pero sufrió el rechazo y la burla de sus amigos originales. Murió con una gran confianza y compasión por aquellos que lo necesitaban, lo cual reemplazó a la arrogancia y vanidad que la caracterizaban de adolescente.

## Relaciones amorosas
A lo largo de ambas series, Cordelia ha manifestado interés amoroso por varios personajes principales:
Xander Harris: A pesar de llevarse como el perro y el gato, Xander y Cordelia comienzan una relación física, que con el tiempo termina convirtiéndose en una auténtica relación amorosa estable. Cordelia rompió brevemente con Xander durante el capítulo "Embrujada, preocupada y confusa", debido al efecto negativo que su relación está teniendo en su posición social, pero finalmente Cordelia decide olvidarse de los comentarios y volver con Xander. Su relación terminó aproximadamente un año más tarde, durante el episodio de la tercera temporada, "El paseo de los amantes" cuando Cordelia atrapa a su novio besándose con Willow.
Wesley Wyndam-Pryce: Después de romper con Xander, Cordelia comienza a sentirse atraída por el nuevo Vigilante de Buffy. Ella y Wesley coquetean el uno con el otro durante gran parte de la tercera temporada, pero después de compartir un torpe beso, durante el capítulo "El día de la Graduación" ambos se dan cuenta de que no hay química. Beso al que Wesley alude, cuando se reencuentra con Cordelia en Los Ángeles, después de que ella le bese para intentar deshacerse de las visiones.
Allen Francis Doyle: Cordelia despreció a Doyle al principio de conocerle, pero después de pasar tiempo juntos, empezó a sopesar la posibilidad de salir con él, incluso después de saber que él era un medio demonio. Sin embargo él y Cordelia sólo compartieron un breve beso antes de la muerte de él, con el que le regaló sus visiones de Los Poderes del ser.
Groosalugg: Cordelia lo conoció en la dimensión de Pylea, donde ella se había convertido en princesa debido a sus visiones, y 'Groo', como ella lo llama, debía unirse a ella para recibir sus visiones, pero Cordy se negó porque no quería perder las visiones. Durante la tercera temporada, Groo encuentra un portal y se va a Los Ángeles para estar con Cordelia, ambos mantienen una relación durante varios capítulos, pero Groo se retira caballerosamente, cuando se da cuenta de que Cordy está enamorada de Ángel y no de él.
Ángel: Cordelia se sintió atraída por Ángel desde el primer momento que se vieron, incluso antes de saber que él era un vampiro, pero entonces él estaba interesado en Buffy. Después de mudarse a Los Ángeles, los dos comparten una profunda amistad y poco a poco se enamoran el uno del otro, sin embargo las circunstancias nunca parecen favorables para confesarse sus sentimientos y estar juntos. Por último la relación nunca empezó por la repentina muerte de Cordelia. 
Connor: Cordelia empezó a fijarse en él después de regresar del plano superior, cuando Jasmine, un ser superior, controlaba su cuerpo y sedujo y utilizó a Connor para que Cordelia quedara embarazada y poder así darse a luz a sí misma.
- Datos: Q2292469